# SA80槍族
SA80是一系列發射5.56×45毫米北約弹药的英国犢牛式武器家族。SA80的含义是“Small Arms for the 1980s”（中文翻譯為「1980年代的輕武器」），該槍族包含了L85步槍、L86輕型支援武器、L22卡賓槍和L98學員步槍。
SA80系列是可選射擊模式槍械，採用導氣式自動原理及AR系步槍轉拴式槍栓方式運作。它於1987年开始成為英国陆军的制式武器，取代了衍生自FN FAL的L1A1半自動步槍。目前经改进后的SA80A2仍在英軍服役中。其最新型號為SA80A3（L85A3）。SA80的設計概念基于1940年代晚期由恩飛皇家轻武器工厂设计的EM-2突擊步槍。尽管在外形上有些相似，它們在機械構造上却是两款完全不同的武器。
SA80是歷史悠久的恩飛皇家輕兵器工廠所生產的最後一系列武器。

## 历史

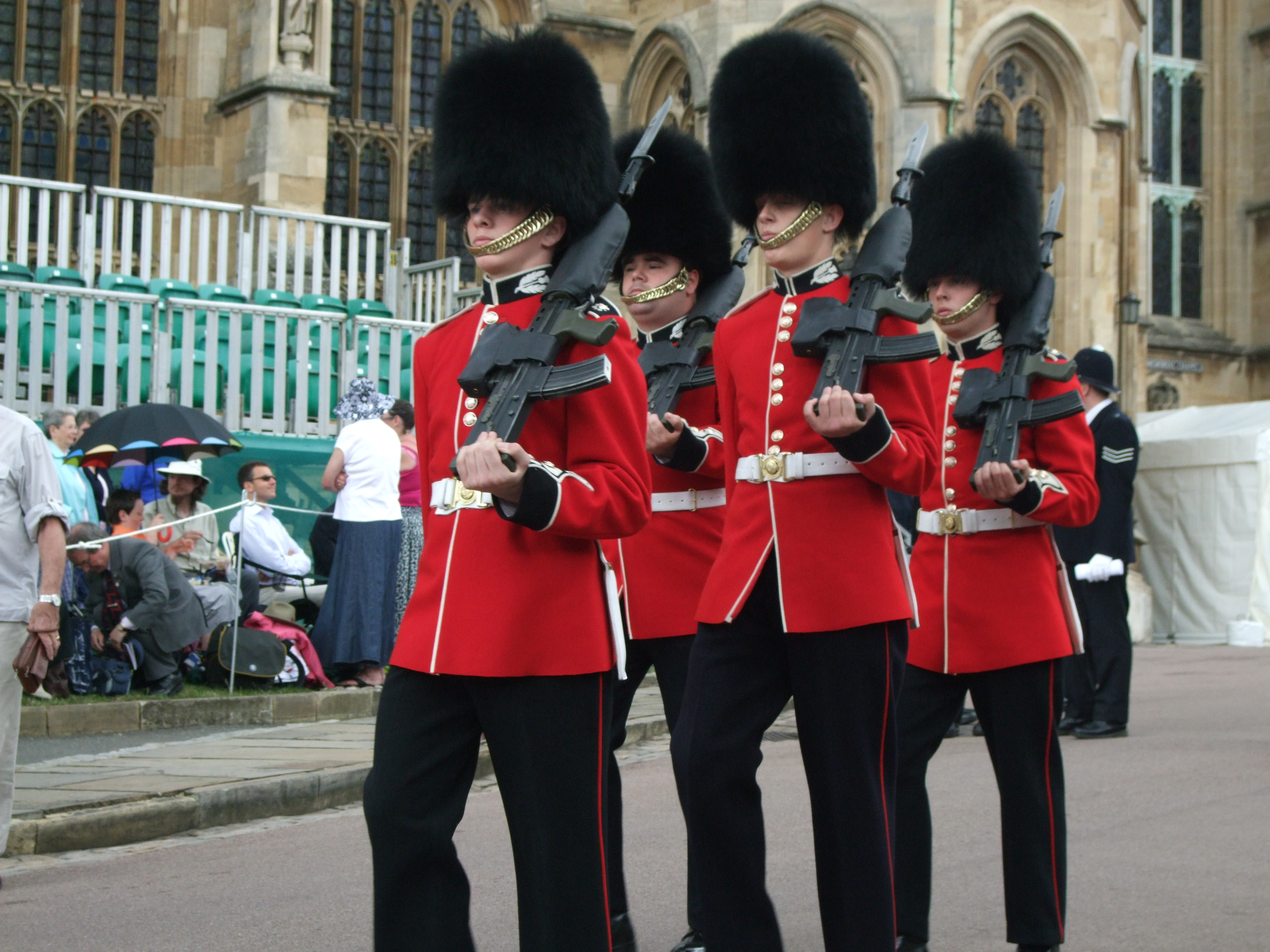
白金漢宮禁衛軍手持已裝刺刀的L85

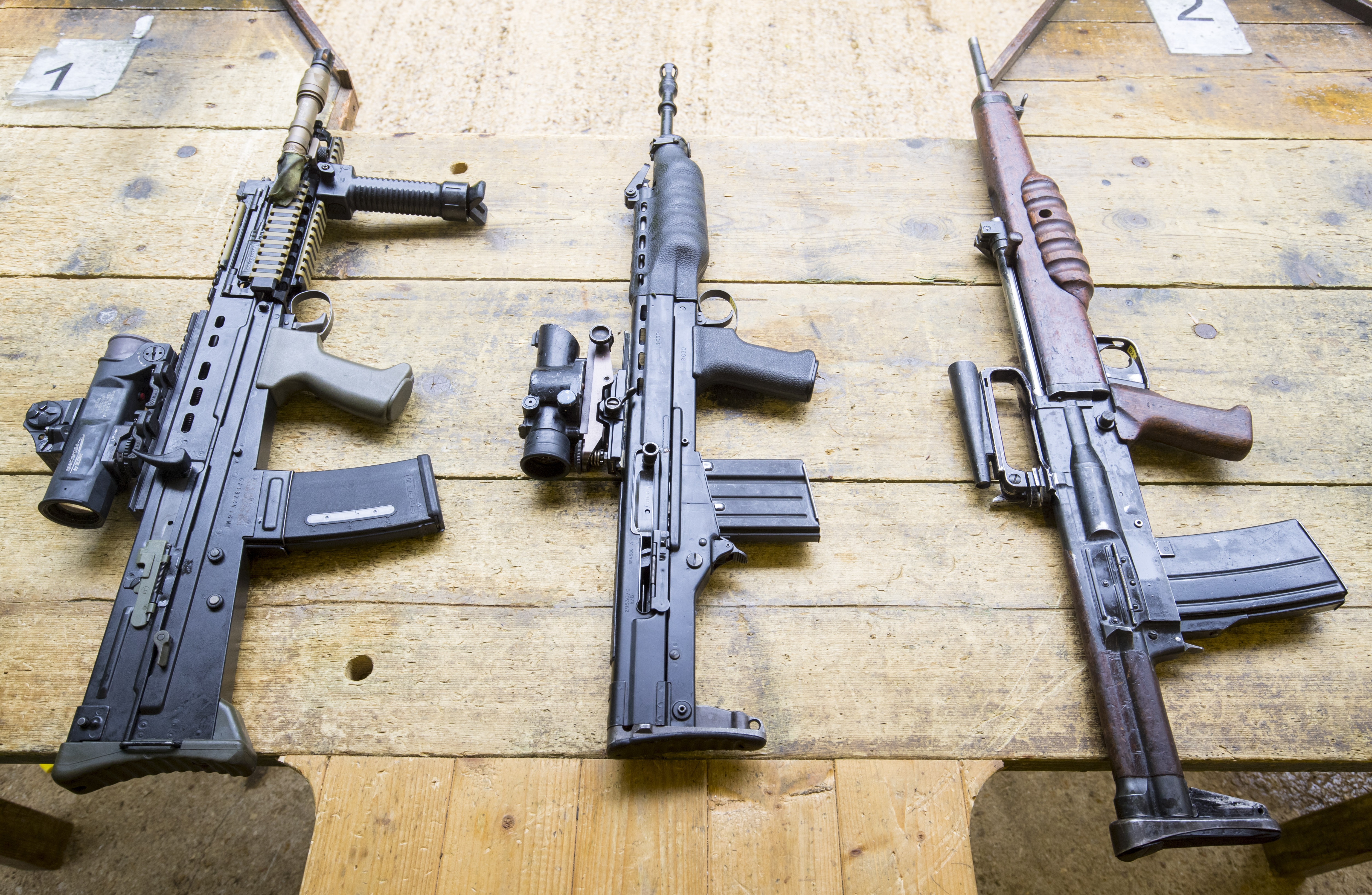
從左至右：L85A2、XL60、EM-2

SA80系列的历史要追溯到1940年代晚期，基于第二次世界大战中的战斗经验，英国提出了一个雄心勃勃的方案，就是要開發一款使用新型子弹的新型步枪。當中有两种口径为7毫米並採用犢牛式设计的实验版本，分別稱做“EM-1”和“EM-2”。原本英國軍方已從兩種設計中選定EM-2作為新一代步槍，但當時北约受到美國的壓力，決定選擇7.62×51毫米步槍彈作为制式步槍彈，導致英國終止了該系列武器的長遠发展，同時英国陆军改為向比利時購買FN FAL自動步槍的設計，授權在本土製造7.62毫米L1A1 SLR半自动步枪。
在1969年，恩菲尔德兵工厂开始着手于開發一个全新的武器家族。而这一種实验版本武器的系列在内部结构和设计思想上都有别于EM-2，不過它繼承了EM-2的犊牛式设计和光学瞄准鏡，乃至單兵武器的概念，為後來的SA80槍族埋下了重要基礎。这个系列分为两种武器：分別為“XL64E5單兵武器”和被稱为“XL65E4”的轻机枪。這些武器採用单块金属冲压方式生產，而採用的子弹、弹匣、导杆和排气系统的设计和武器的拆卸方法均與AR-18突擊步槍（在英國本土由史特林軍備公司授權生產，命名為SAR-87）有著极大的相同之处。在1976年，原型枪已经准备接受审查，不过当北约作出全面统一成員國制式弹药的决定后，恩菲尔德的工程师将弹匣修改至適應美国的5.56×45毫米M193标准。其中這種經重新設計，發射5.56毫米子彈的XL64E5被命名為“XL70E3”。
上述武器在1980年代後續發展成“XL85”和“XL86”。當它們獲英軍正式採用時就分別成為了“L85”和“L86”。
經最終修訂的版本按英國軍方要求採用比利時製SS109彈，同時提升了可靠性。該武器系統於1985年被英軍以“SA80”的名義採納為制式武器。最初的SA80槍族內包含了L85A1步槍、L86A1輕型支援武器（Light Support Weapon，LSW）及L98A1學員步槍。首批武器在1985年10月交付部隊使用。
SA80槍族是由位於恩飛洛克（Enfield Lock）的皇家輕武器工廠設計和生產。不過因應恩飛工廠在1988年倒閉，該槍改由皇家軍械生產。SA80在投入服役後逐漸取代英軍各兵科原本裝備的L1A1半自動步槍、L2A3衝鋒槍、L4輕機槍和L7A2通用機槍。至1994年，SA80的生產已經完成，英軍已裝備了超過350,000把L85和L86，其中前者佔總生產量的95％，同時有超過21,700把L98A1步槍供新兵和學員訓練使用。然而SA80的生產線不久便因諾丁漢工廠於2001年倒閉而中斷了。該槍族的升級項目和備用零件生產工作後由曾經為英國企業附屬公司的黑克勒-科赫接替，現在則由重開的諾丁漢工廠負責。
由於英國海外領土的國防事務由當地的政府負責，英國政府並沒有主動向它們配發SA80。因此不少海外屬地自行購置了其他步槍使用。例如：百慕大軍團於1983年採納儒格Mini-14爲制式武器。不過他們也購入了少量L85用於識別訓練和供士兵出席在英國本土舉辦的課程和活動時使用。該軍團後來於2015年引進了400把L85A2用於取代Mini-14。皇家直布羅陀軍團則因本身與英國陸軍關係較密切而從一開始便裝備SA80。福克蘭群島防衛部隊在2019年之前一直以斯泰爾AUG作制式步槍，現在為了促進與英軍的統一化而改用L85A2。
L85也是牙買加國防軍的制式步槍之一。此外，不少非洲和南美洲國家透過英國的軍事援助獲得了SA80。

## 設計特徵
除L98外，SA80槍族所有成員均是擊發調變槍械，可選擇半自動或全自動射擊。該系列採用短行程活塞導氣式原理和轉拴式槍栓方式運作。其位於槍管上方的活塞氣體調節系統為3段式設計。第1段為通常射擊用、第2段可增大氣體供應，主要是在惡劣環境下使用，第3段則可阻斷氣體往活塞輸送，主要供發射槍榴彈用。
SA80槍族採用犢牛式設計，優點是能夠令武器在不犠性槍管長度的同時保持緊湊。故L85步槍的整體長度比一把傳統佈局的卡賓槍還要短，但同時卻具備著一般突擊步槍使用的標準長度槍管。儘管有著上述優點，大部份犢牛式槍械一般只能以右手握持射擊，因為以左手握持的話，在抵肩時武器的拋殼口會非常貼近射手的臉部，以致在射擊後拋出的彈殼和釋放出的熾熱氣體會導致射手灼傷，同時他也會被來回覆進的拉機柄撞傷。另外也基於該原因，當士兵往左側探身射擊時，他必須把身體大部份位置暴露出來。為了解決問題，英國軍方曾在SA80上測試過一種供左撇子用的轉換套件，但最終因成本問題沒有採用。現時在英軍內部有著“士兵只能用右手持槍射擊”的嚴格指引。
SA80槍族以擊鎚擊發，快慢機位於上機匣左側後方，“R”的位置為半自動模式，“A”則為全自動模式。按鈕式保險裝置並不與快慢機連接，而是額外設置在扳機上方，啟用後可阻隔扳機的活動。彈匣釋放鈕則位於彈匣插座左側的上方。SA80設有無彈後定功能，在打完最後一發子彈後，槍栓座連槍栓會鎖定在後方。該槍的槍栓釋放鈕位於上機匣左側後方。
SA80具備螺距的槍管上裝有消焰器，它還作為空包彈適配器及其他可用槍口裝置的安裝平台。另外，L85步槍能夠裝填槍榴彈和刺刀。
該武器的機匣以衝壓鋼板製成，並以焊接和鉚接機加工的鋼製嵌入鑲件加固。護木及保險裝置等部件則以尼龍等合成材料製成。
SA80槍族預設配備可拆式提把後照準器，它可調整以修正風阻造成的偏差。其垂直刀片狀的前準星安裝在導氣座的托架上，能夠調整至修正海拔偏差。
英軍前線部隊裝備的SA80則配備4倍放大倍率的SUSAT光學瞄準鏡或夜視瞄準鏡，只有非作戰部隊或後備單位才配備原本的機械瞄具。
自2011年開始，英國國防部開始為英軍裝備的SA80換裝ELCAN SpecterOS 4倍輕型日用瞄準鏡和ACOG光學瞄準鏡，以取代老舊的SUSAT 4倍光學瞄準鏡。另外還引進了FIST熱成像瞄準鏡。這些瞄具的頂部還可裝上小型反射式瞄準鏡作應急之用。為了安裝這些瞄具，原本的瞄準鏡導軌亦要升級為皮卡汀尼導軌標準。

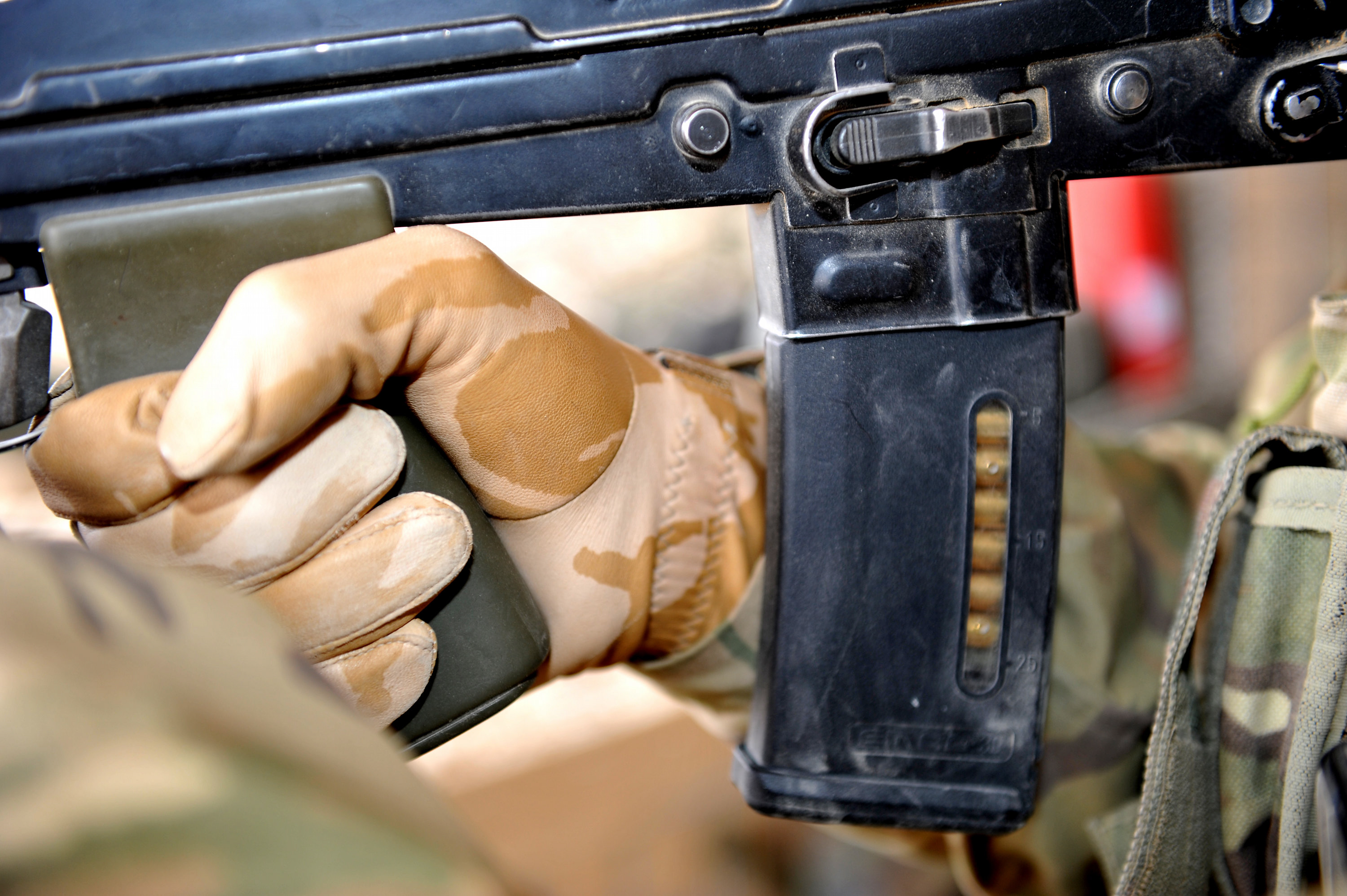
現時使用的馬格普E-MAG彈匣

供彈方面，SA80能夠對應大部份STANAG彈匣，英軍一般使用30發容量的版本。早期型號使用柯爾特生產的鋁製彈匣，但由於可靠性不佳，後來在SA80A2升級版本中被H&K生產的兩種鋼製彈匣所取代。其中裝填空包彈的彈匣是特別設計的，它無法裝填實彈。為了防止誤用，空包彈匣的表面帶有黃色條紋。2011年，英軍引進了馬格普工業公司生產的塑料製E-MAG彈匣，除了重量比鋼製彈匣輕近一半外還設有半透明的窗口以方便士兵檢視殘彈量。英軍亦曾經測試過以C-Mag彈鼓作為L86供彈具的可能性，但基於可靠性問題而沒有採用。

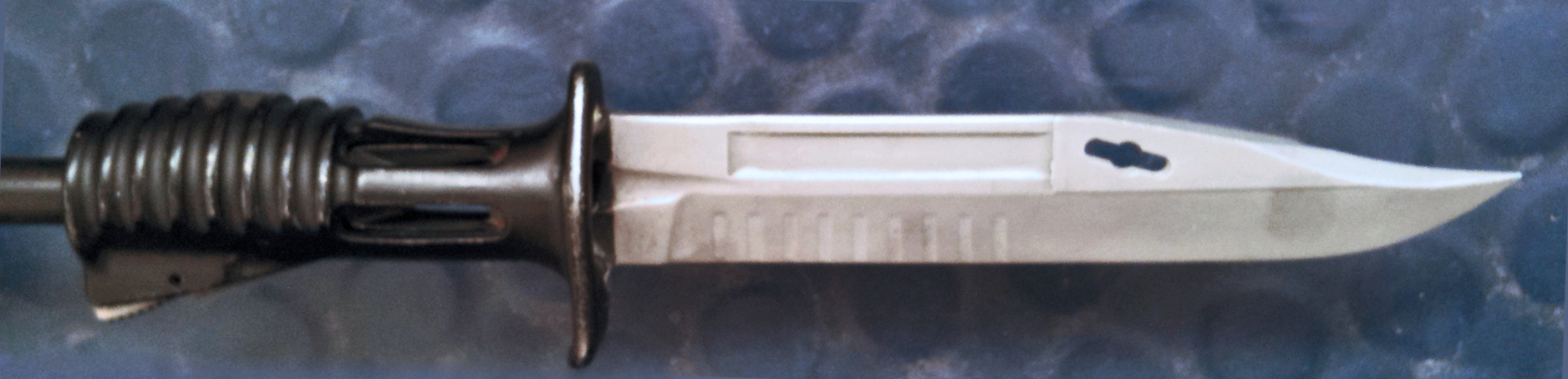
獨特套槍式刺刀，刀柄中空，刀刃偏右側，套上後仍可射擊

L85能夠裝上L3A1制式刺刀，在裝上後依然可進行射擊。而衍生型L86和L22則無法安裝任何刺刀。
SA80的隨槍配件包括1條槍帶、1個空包彈適配器和1個清潔套件。該槍能夠透過轉換套件改用.22 LR訓練彈藥。從事近距離地上作戰的單位還會在他們的SA80上安裝LLM01戰術燈及雷射模組。

## 可靠性問題

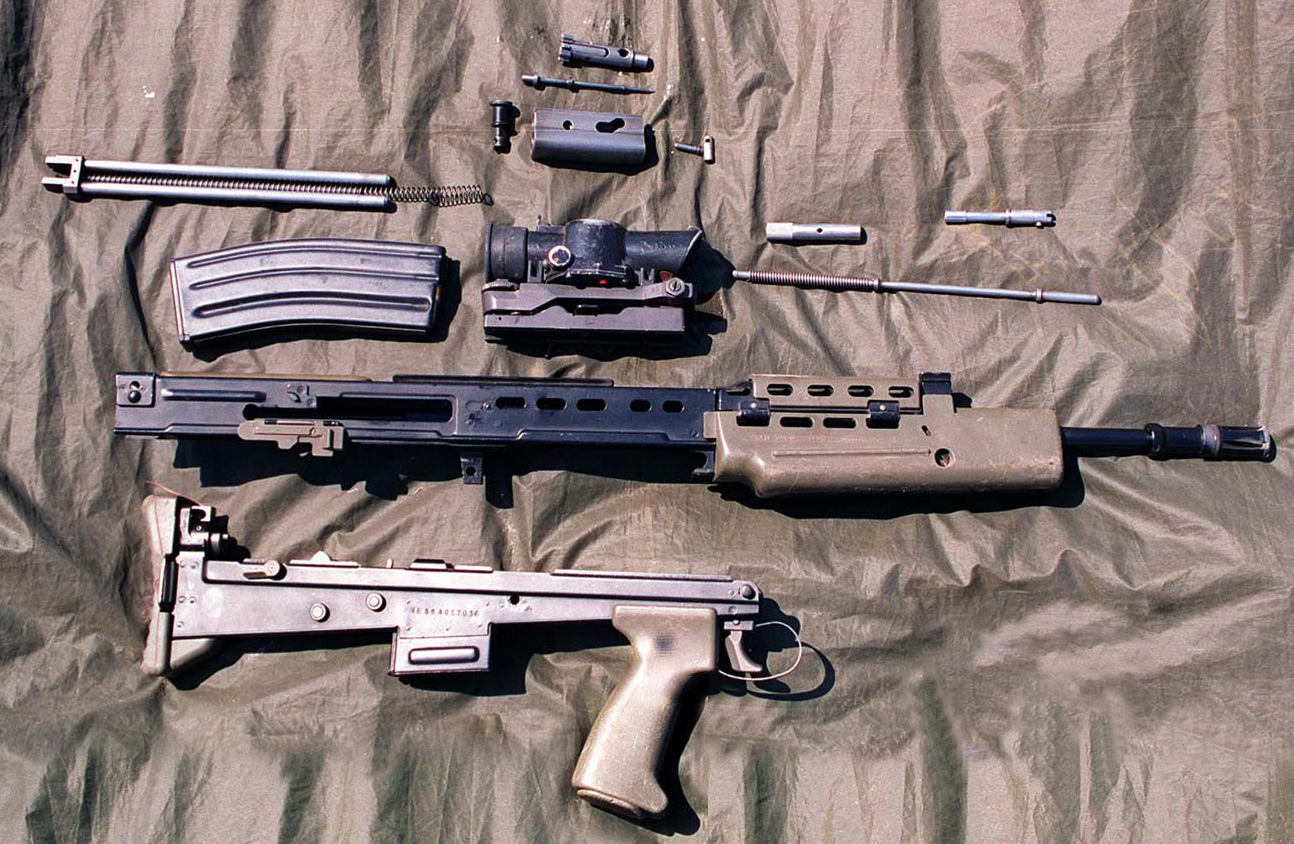
野戰分解狀態的L85A1

在SA80系列被正式採用後不久，種種的問題在1986—87年於英軍部隊試用期間開始浮上水面。他們發現該槍的零件強度不足、LSW型的兩腳架鎖會常常令腳架無法收縮、塑膠部件會被驅蟲劑腐蝕、在叢林環境下使用金屬零件會很快生銹，而且該武器的內部結構對滿佈沙塵和極地氣候環境的抵抗能力較差。
這些問題在生產過程中並沒有得到修正。生產SA80系列的恩飛皇家輕武器工廠對金屬衝壓生產方式經驗不足，該工廠在之前只生產過斯登衝鋒槍等結構簡單和公差較寬鬆的金屬衝壓槍械。由於SA80所需的公差要求更嚴格，導致生產延誤和浪費了大量物資。同時，工廠員工的工作方式和態度也成為了左右SA80性能的決定性因素。不久，恩飛皇家輕武器工廠更在1988年倒閉。
而在諾丁漢的工廠生產的批次，本該因為採用全新的生產方式而有更高的品質，卻因大部份工廠員工對生產槍械完全沒有經驗，同時實際在該工廠內生產的零件只有15—20個（恩飛工廠的總數為230個），其餘的則外包給分包商。由於該工廠的預製零件庫存量很低，故一旦由分包商生產的零部件遲遲未運抵諾丁漢工廠，又或者它們的公差並未達到要求的話就會導致嚴重的交貨延誤。
當L85A1和L86A1首度在海灣戰爭中投入實戰時，它們的表現差劣得令人震驚。L85A1在半自動射擊時十分的不可靠，而在全自動射擊時則稍微好一些。有趣的是，L86A1的情況卻與L85A1正好相反。當中較常聽到的投訴包括：品質差劣的塑膠部件會容易裂開；槍械太容易損壞；彈匣釋放鈕很容易被誤觸，導致彈匣掉落；護木上的頂蓋太容易因鬆動而自動彈出，從而需要在中間纏上膠帶防止它意外彈出；彈匣的彈簧太弱，只能裝填26—28發子彈，並需要時常保持整潔；以鋁製成的彈匣在受壓後容易變形，從而導致卡彈；LSW型的彈匣容量太低，不適宜擔任輕機槍的角色。同時在120—150發點射後槍管便會過熱；武器分解和組裝困難，尤其是導氣座部份容易卡死，以至需由軍械人員移除；擊針設計得太小及容易斷裂；扳機的背面採用平坦設計，意味著一旦有積雪或碎石塞在後方將令射手無法扣動扳機開火。另外一些投訴主要是與保險裝置和拉機柄的人體工學問題，以及快慢機的位置和剛性有關。
在塞拉利昂作戰期間，士兵們發現SA80的按鈕式安全裝置是由廉價的注塑塑料製成，當遇濕時便會脹起，從而有機會導致鎖上了保險的槍械無法解取保險，令武器變得無法使用。
最初，SA80因有著不可靠及脆弱等問題而在英軍內部有著很差的口碑，這是在英國媒體、娛樂行業和上議院內眾所周知的事實。前第23特種空勤團隊員克里斯·瑞安更曾經說過SA80是“史上最低質和最不可靠的武器，它們故障頻繁，而且似乎很難讓人信賴”。
以第22特種空勤團為首的英國特種部隊曾在SA80推出後測試過該武器，但最終結果讓人失望。故除了部份來自常規單位的支援力量（如：特種部隊支援群）及預備役特種部隊（如：第21和23特種空勤團）外，英國特種部隊編制內的部隊從沒有如常規單位般大量裝備SA80，反而繼續使用AR-15樣式的武器（包括：M16突擊步槍和L119突擊步槍等）。而在2010年代後期，皇家海軍陸戰隊和陸軍探路排等精銳單位也逐漸以L119取代L85A2。
在海灣戰爭（格蘭比行動）剛剛結束後，英國國防部發表了一份針對SA80的“LANDSET報告”（報告的正式名稱：“在格蘭比行動中的裝備表現”），以對L85A1和L86A1的性能和表現作出評估。該報告批評了對採用上述武器的決定。同時提到兩種武器都未能通過沙塵測試，而且卡彈次數頻繁。兩種武器的內部結構均需時常保持潤滑，以防止在它們處於“乾旱”的狀態下開火時發生故障。而在滿佈沙塵的環境下使用時原先被潤滑過的武器會因潤滑劑的作用令沙粒進入活動部件的原故而變得不可靠。LANDSET報告中列出已發現的缺陷超過50個，當中最顯著的是其彈匣釋放鈕的設計，它會很容易地被士兵的衣物意外觸碰到，從而導致彈匣掉落。另外，其塑膠按鈕式安全裝置在寒冷環境下容易變得脆弱，以及擊針的強度不足以令其可反復使用，在全自動射擊時更會有很大機會斷裂。
這份報告不久被外泄到新聞媒體，當時的國防部長矢口否認報告的事實，又聲稱該報告是假的。儘管政府後來承認了這份報告是真實的文件，國防部仍然持續試圖淡化問題，報告提到的50個問題中只有7個被修正，意味著有關武器的投訴仍然持續出現，最終迫使國防部在1992年開始認真地看待SA80槍族的問題，但要全面換裝新武器的成本又太高。因此，他們決定為SA80槍族進行升級改良，這個決定造就了SA80A2的誕生。

### 升級至A2型

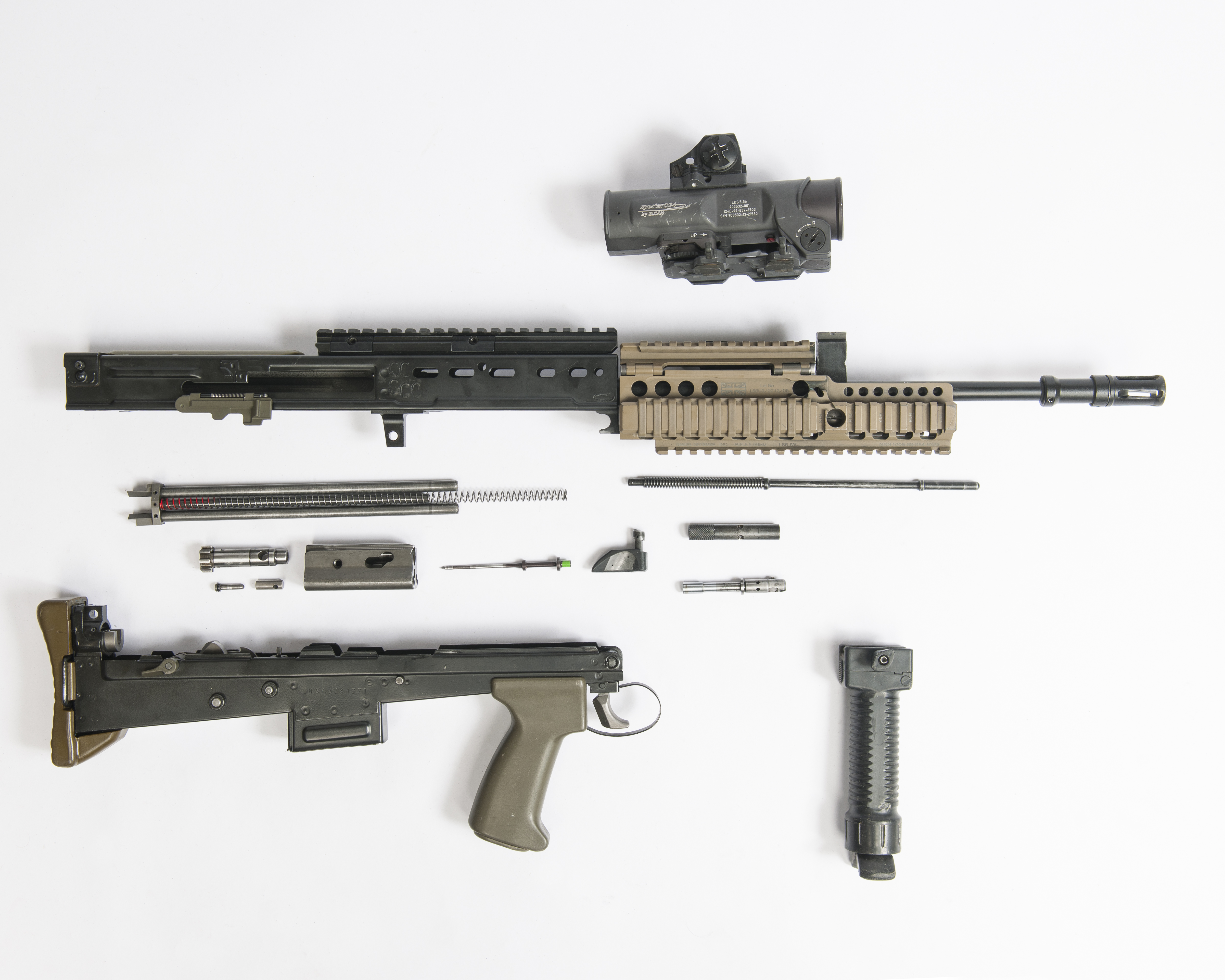
野戰分解狀態的L85A2(2009年升級版本)

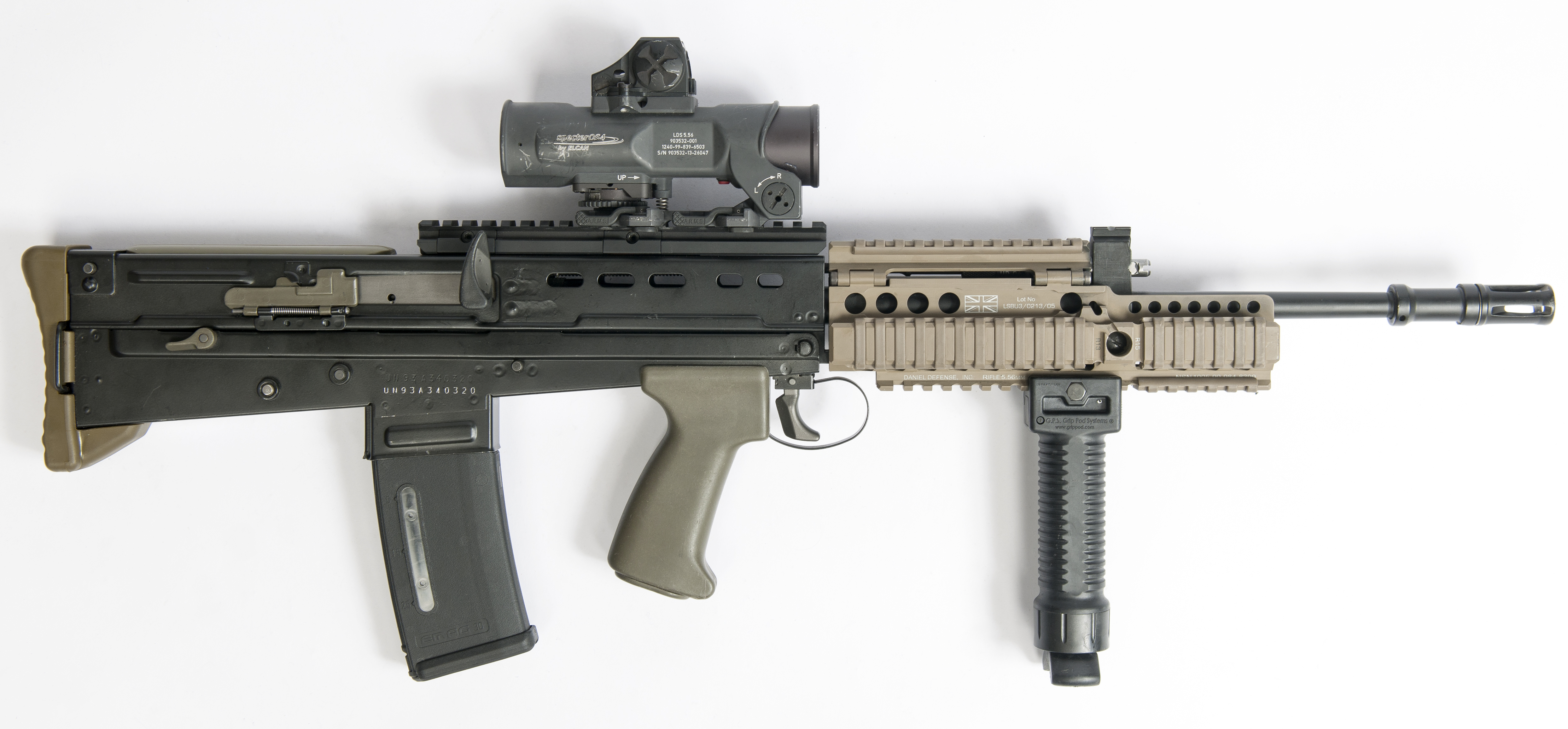
L85A2的2009年升級版本

作為對SA80可靠性問題的回應，英國國防部決定為這些武器進行升級及改良。2000年，國防部與當時為不列顛航太系統附屬公司的黑克勒-科赫（Heckler & Koch，H&K）簽定合約，委託他們為SA80槍族進行升級。根據該份合約H&K會替英軍的200,000把SA80進行翻新和改良，而每把槍的升級成本為400英鎊。這些由H&K改良過的SA80被命名為“A2”型。改進項目主要聚焦於提升武器的可靠性，重新設計的部件包括：拉機柄、槍栓、抽殼器，以及擊鎚組件（可稍微延遲擊鎚的活動，以在持久射擊時增加可靠性和穩定性）。接受升級改良的包括步槍和輕型支援武器型（LSW），同時在改進項目中新增了卡賓槍型。
英國國防部形容修訂為A2型是要“生產出世界上最可靠的同類武器”。新槍被指在軍方的測試中非常可靠，能夠適應全天候作戰，不過在酷熱／乾燥環境下的表現較遜。
L85A2平均每打25,200發子彈才會發生故障，而L86A2則為12,897發。兩種武器都在寒冷／乾燥和酷熱／潮濕環境下有著更高的可靠性（L85A2的平均故障間隔高達31,500發），但在酷熱／乾燥環境下的可靠性則相對較低。A2型的零件壽命至少10,000發，意味著在全槍報廢之前都可能不會再遇到故障。在作戰效率方面，L85A1被要求在超過24小時內可發射120發子彈，L86A1則被要求在24小時內可發射800發子彈；另一方面，L85A2被要求在8分鐘40秒內可發射150發子彈，L86A2則被要求在36分鐘內可發射960發子彈。
英軍原先打算在2002年才正式引進A2型，但由於英國在2001年加入了阿富汗戰爭，首批SA80A2已提早於01年12月送到阿富汗戰場作戰。H&K以每個月升級3,000—4,000把SA80的效率，最終於2006年2月徹底完成對200,000把槍械的升級。雖然在報告中指出L85A2仍然會卡彈，但實際上問題並沒有那麽嚴重，而且都是基於士兵沒有妥善保養武器所致的。
A2型在上機匣頂部，槍托貼鰓板的前方刻有“HK A2”的字樣，其拉機柄亦被改成逗號形狀，以促進拋殼和防止故障。
在不利條件下，L85A2的可靠性比包括M16在內的多款現代步槍都要高。儘管比起大部份採用傳統佈局及犢牛式設計的步槍都要重，它配備的全尺吋槍管令其有著比起M4卡賓槍和M16突擊步槍更高的槍口動能和彈道性能。
與L86A1相比，L86A2在各方面明顯有著很大的改進，但也改變不了它作為輕機槍的崗位被FN Minimi取代的事實。目前英軍的L86A2均已退役。
對A2型進一步的升級包括以ACOG光學瞄準鏡取代原本的SUSAT光學瞄準鏡、換上由丹尼爾防務公司（Daniel Defense）設計的皮卡汀尼導軌護木（可配備Grip Pod公司生產的垂直式握把），以及一種全新的渦旋風格消焰器。該升級套件最初以“緊急作戰需求”的名義於2007年引進，並只有少數選定的單位裝備，但自2009年起已普及至其他部隊，現在已幾乎是常規英軍前線部隊的主要配置。

### A3升級型

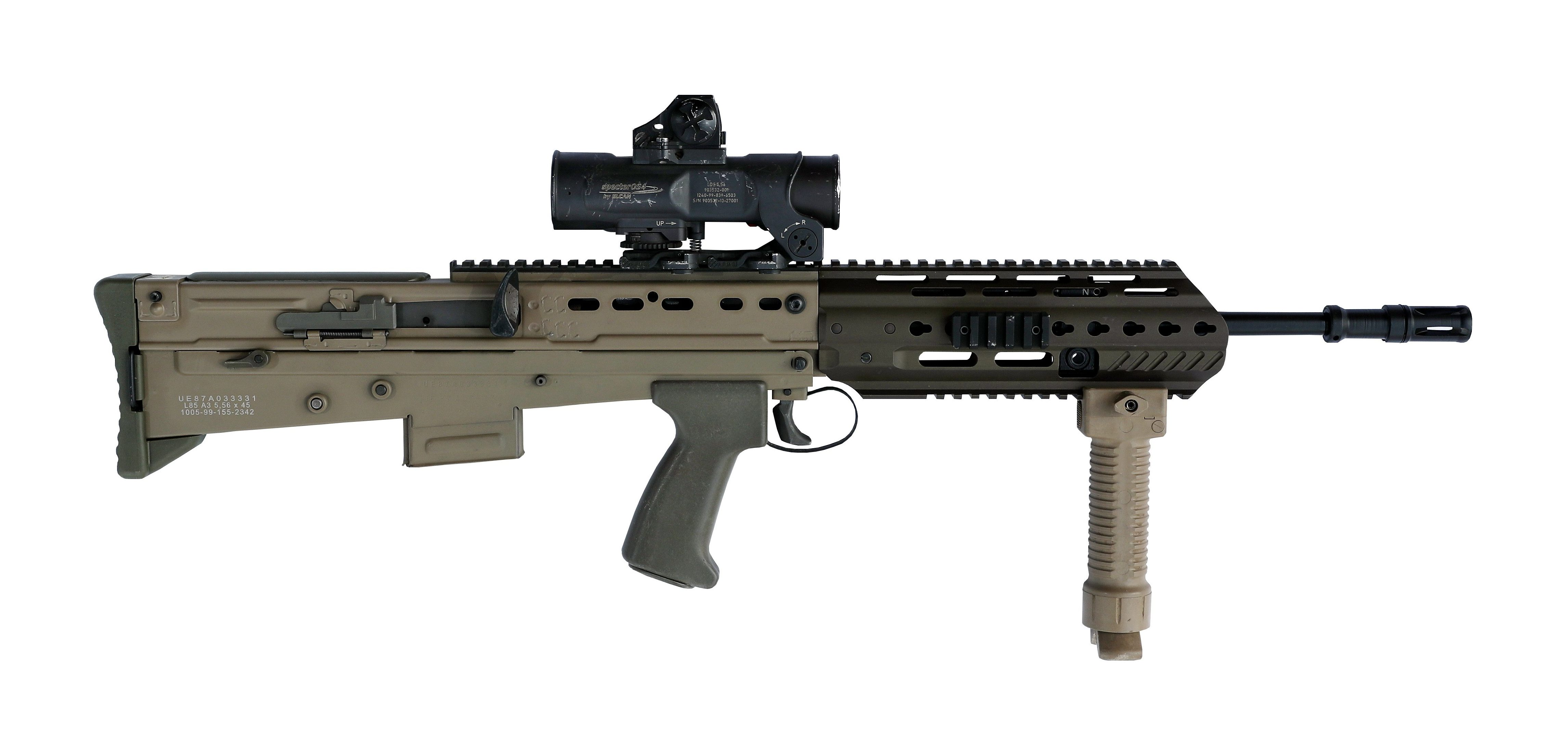
L85A3步槍

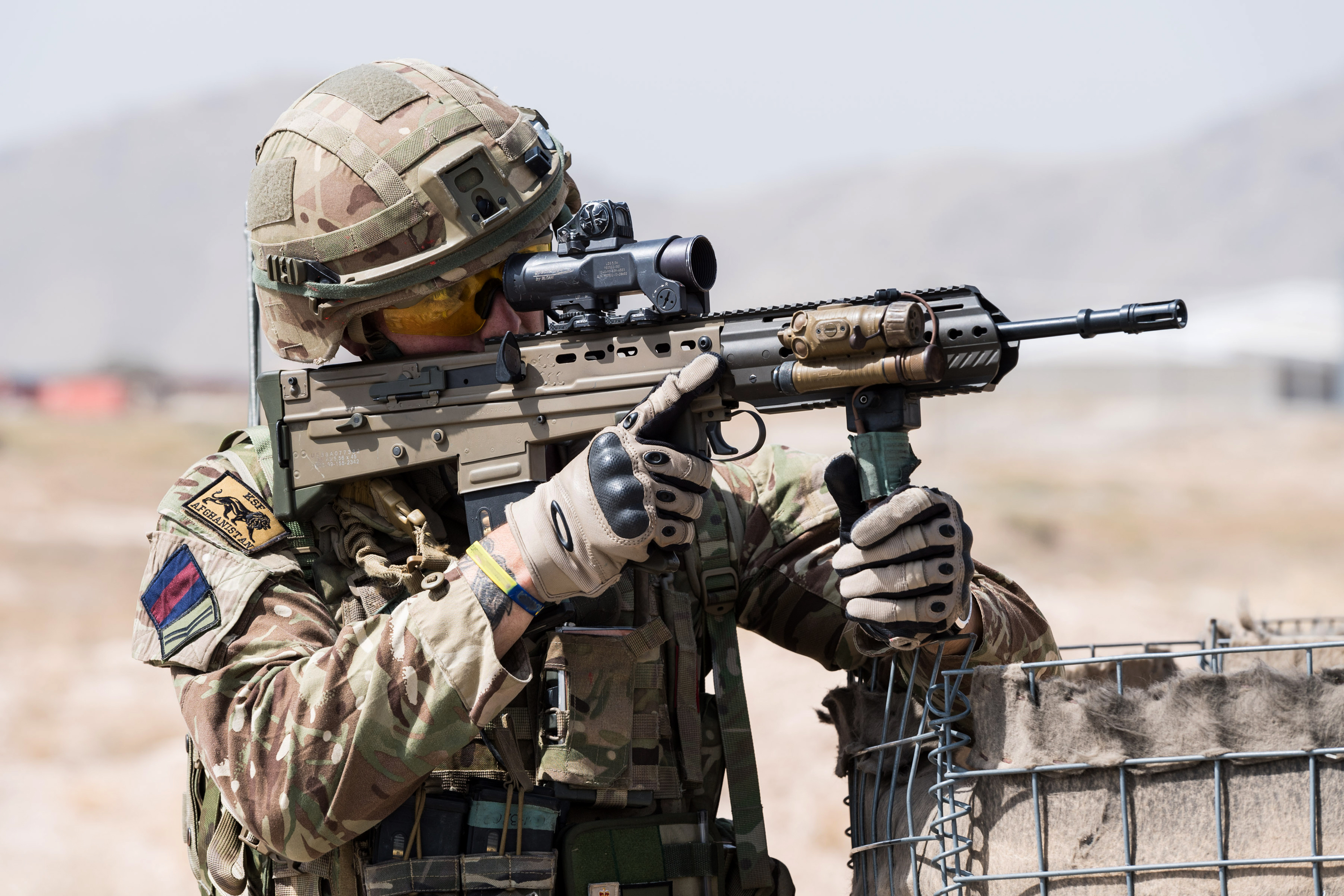
使用SA80 A3的皇家近衛騎兵

2016年8月，黑克勒&科赫獲得了一份升級5,000把SA80A2為A3型的合約，並於2019年9月獲得正式的升級合約。L85A3的升級項目由位於諾丁罕地區的黑克勒&科赫分公司負責。L85A3改良重點如下：
- 改用更符合人體工學的HKey前護木
- 取消上機匣SUSAT瞄準鏡專用夾具，改為延伸到護木前部的MIL-STD-1913皮卡汀尼導軌
- 重新設計保險鈕位置
- 槍身外觀改為與MTP作戰服更搭配的色系
- 修改槍管的固定方式，使其更加「自由浮動」，提高準確度
- 整體重量比A2輕100公克
- 改用基於ELCAN Specter OS4x的ELCAN LDS（輕量化日間瞄具，Lightweight Day Sight）4倍放大光學瞄準鏡[3][4]

英國國防部表示，「擲彈兵衛隊團」（Grenadier Guards）將是首批配發L85A3的單位，未來在MLI計畫（服役中期升級計畫）持續推動下，L85A3也將持續取代現有的L85A2，讓英軍取得更加優質的武器。

## 衍生型
SA80槍族有4種主要的衍生型：L85A1／L85A2／L85A3個人武器步槍（IW Rifles）、L86A1／L86A2 LSW、L22A1／L22A2卡賓槍和L98A1／L98A2學員步槍。

### L85步槍

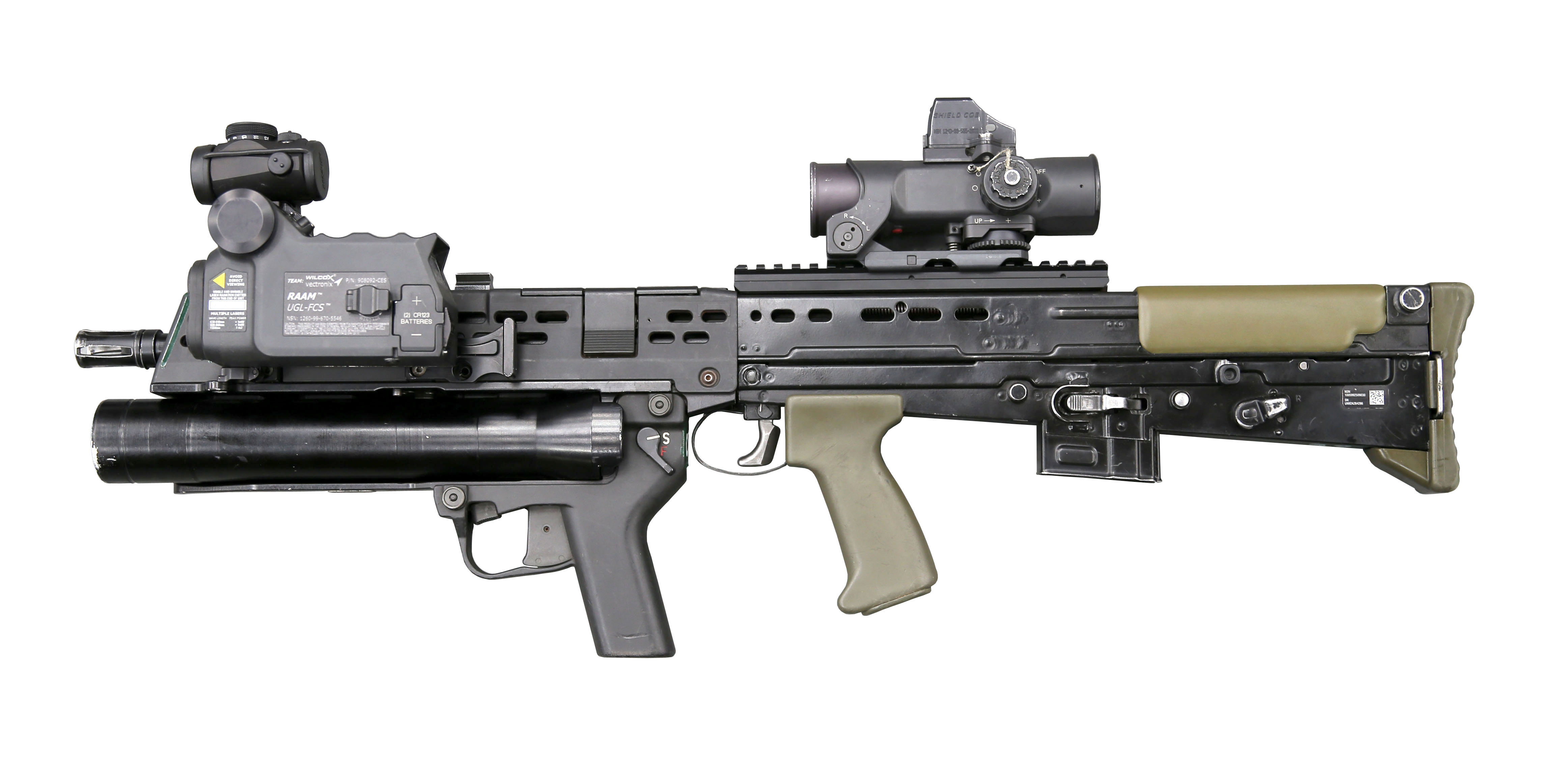
裝上下掛式榴彈發射器（UGL）的L85A2

也被稱為“L85單兵武器”（Individual Weapon，IW），為英軍現時的制式步槍。服役初期可配備傳統的槍榴彈，後來改用L17A2／L123槍掛式榴彈發射器。裝上下掛式榴彈發射器後L85A2的重量會增加1.12公斤。

### L86 LSW
用作班用支援武器，與原步槍型相比，槍管較長且厚實，以致子彈射擊時初速度較高。此外在槍管下方附有兩腳架，槍托下方也多設有一個握把，且槍托底板有一肩膀固定夾的設計，以保持槍支在連續射擊時的穩定。此槍使用30發彈匣供彈。
由於被認為火力持續性及射程不如FN Minimi，L86被降級為精確射手步槍，而隨著這個崗位已逐漸由L129A1接替，L86最終於2019年退役。
除了為英國軍方的制式武器外，加拿大、荷蘭及澳洲軍方也先後曾對此武器進行測試，但從沒有被正式採用過。

### L22卡賓槍

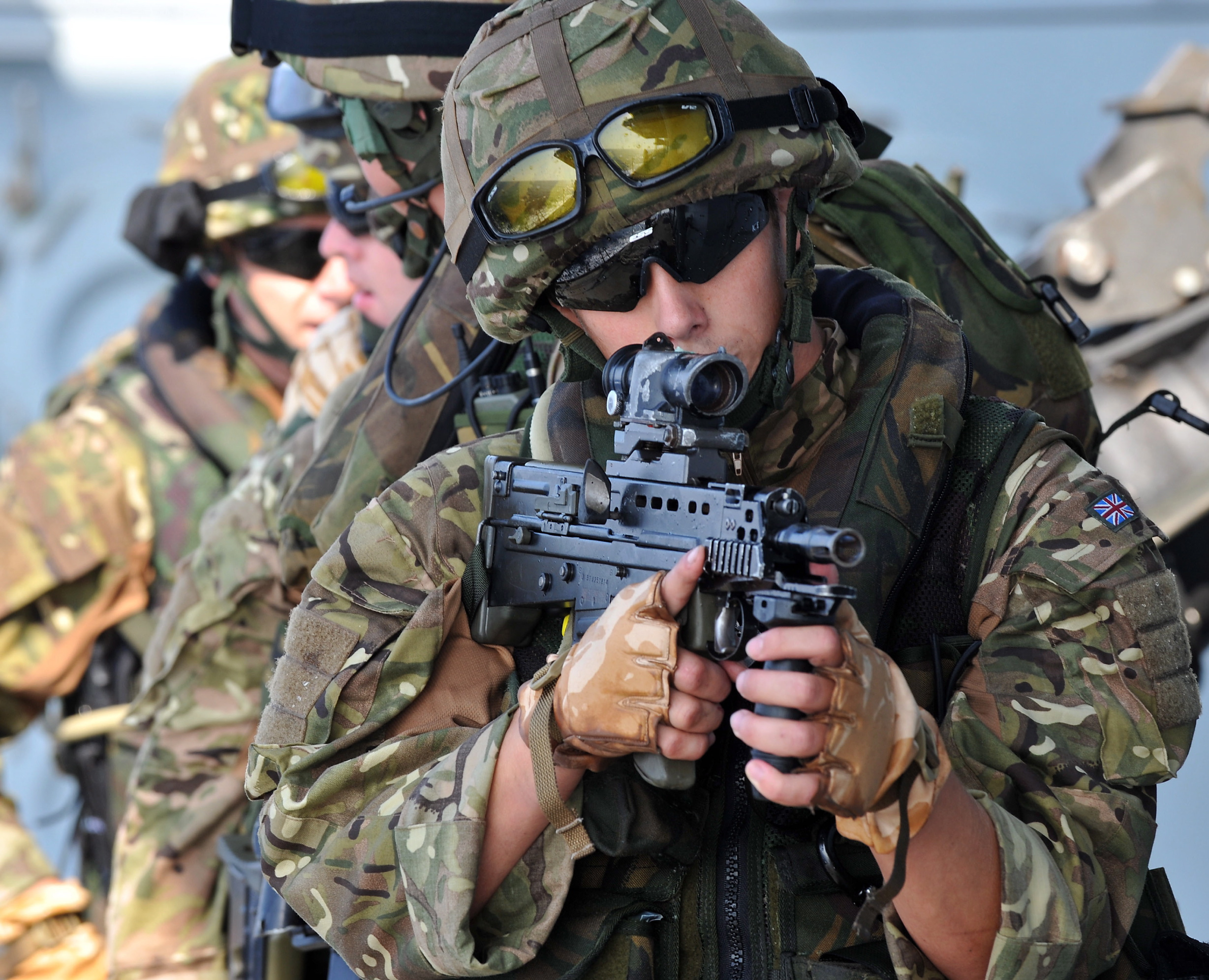
使用L22A2的皇家海軍陸戰隊員

把移除護木連前端組件的L85步槍換上11.2寸短槍管的版本，由於沒有護木，在槍管下設有垂直前握把。L22系列主要供非前線人員作防身武器用，亦被皇家海軍陸戰隊及其他特別單位在近身距離作戰時使用。

### L98學員步槍

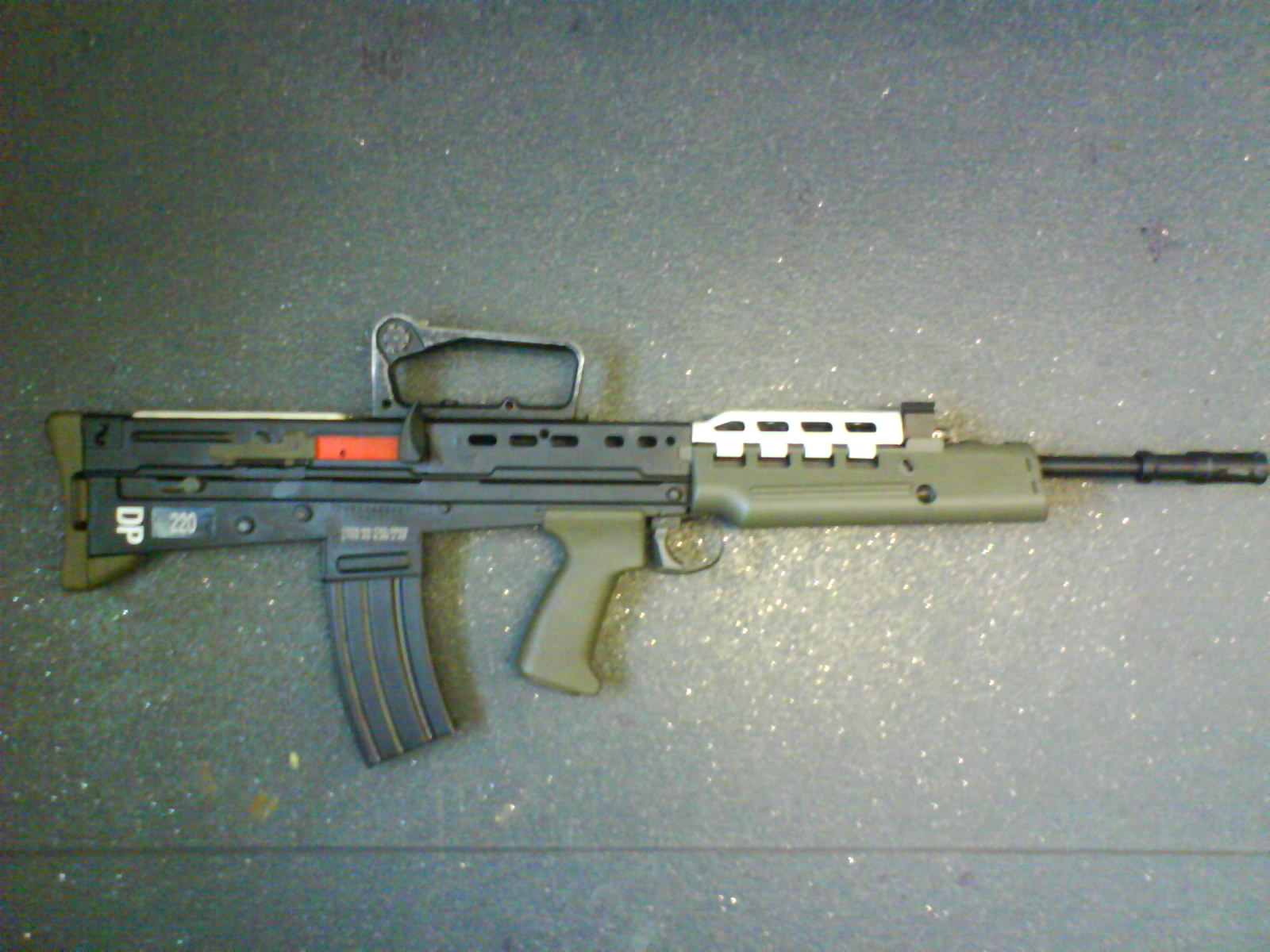
L98A2學員步槍

L98學員步槍是供由英國國防部資助的青年軍事訓練組織使用的訓練武器。其中L98A1於1987年引進，取代原本的SMLE No.4步槍和布倫輕機槍。該槍與L85A1十分相似，唯獨移除了導氣部件，故只能手動操作射擊。為了方便操作，其拉機柄被延長了。另外它亦不具備消焰器，並只配備機械瞄具。
L98A1於2009年被升級版本L98A2取代。L98A2是以L85A2改裝而成，除了不能全自動射擊和前準星沒有加入氚光外其餘與L85A2相同。
另有不能發射的训练用步枪衍生型，L103。

## 使用者

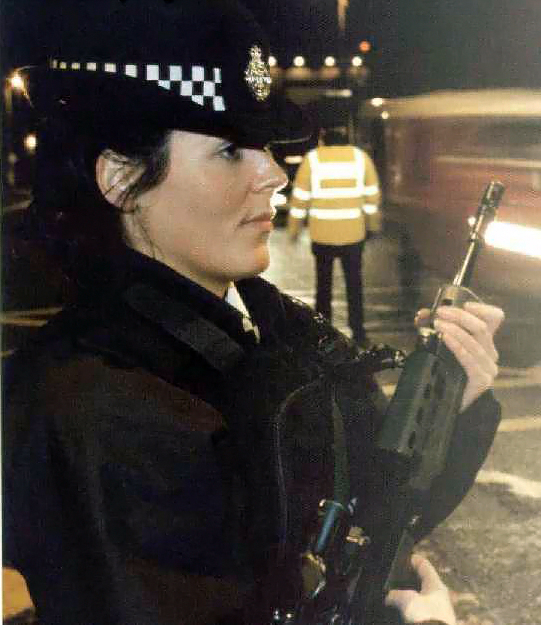
一名英國國防部警察的女警手持L85A2

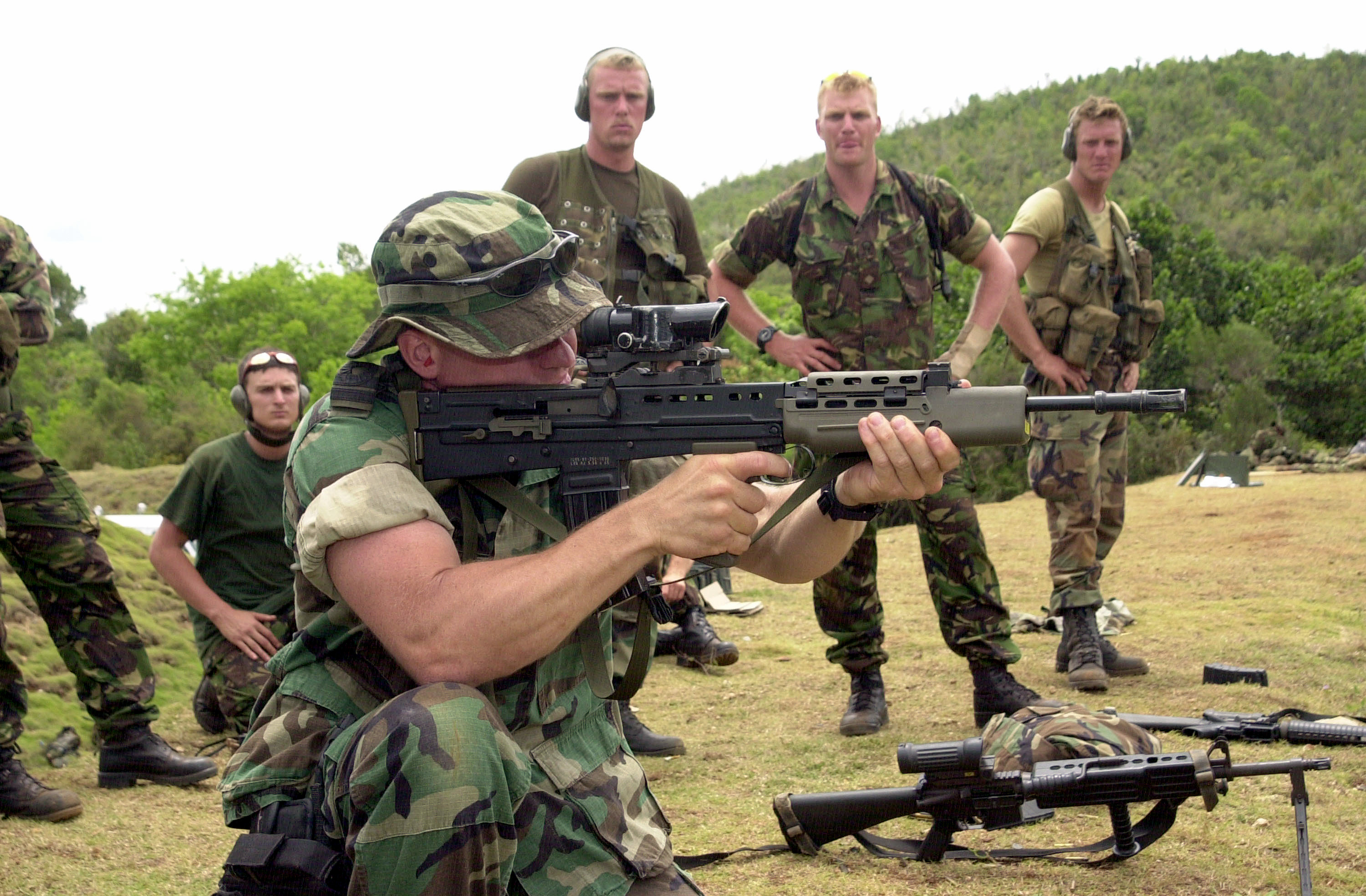
荷蘭海軍陸戰隊員試用L85A2

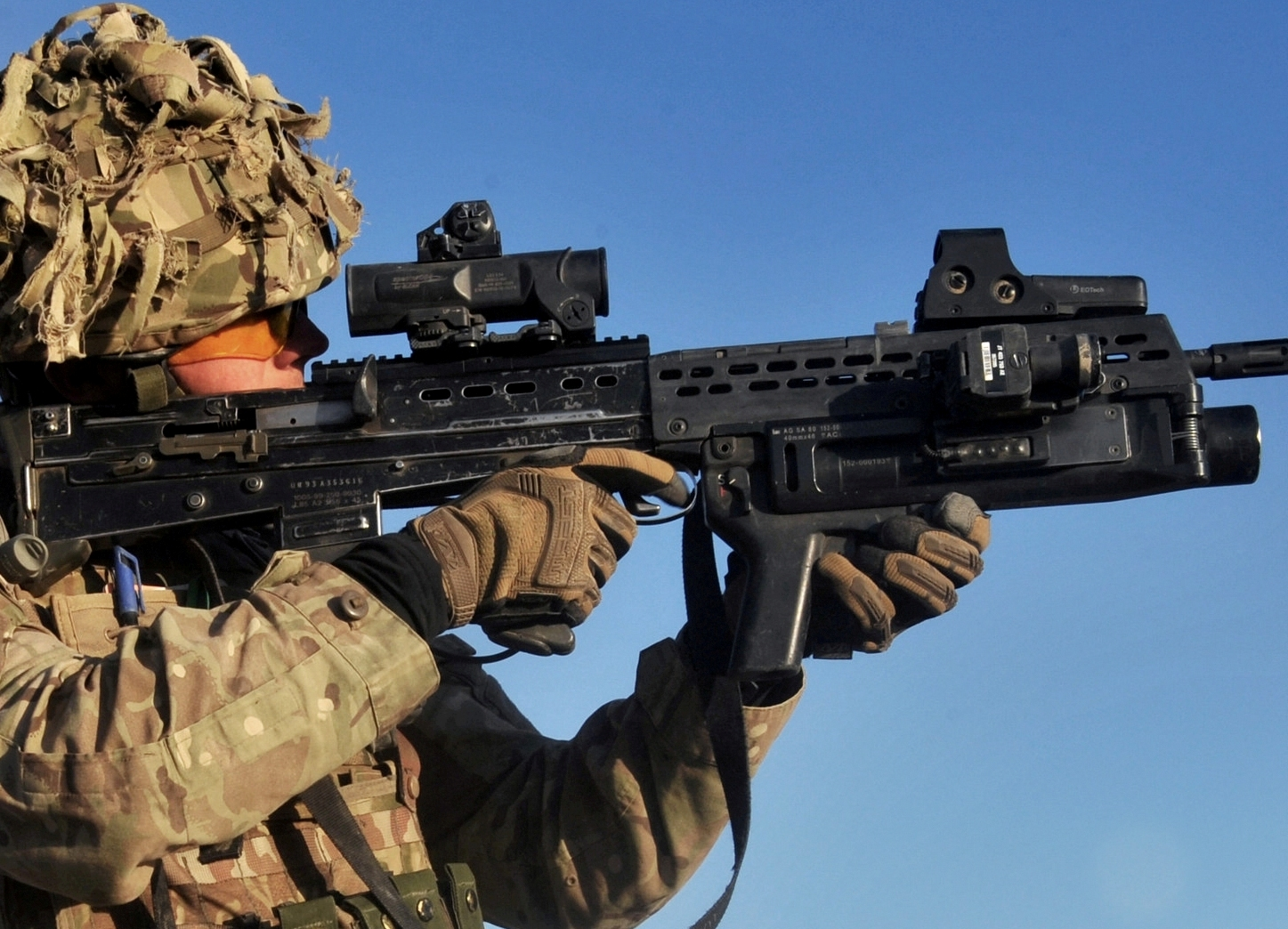
英軍現役的L85A2

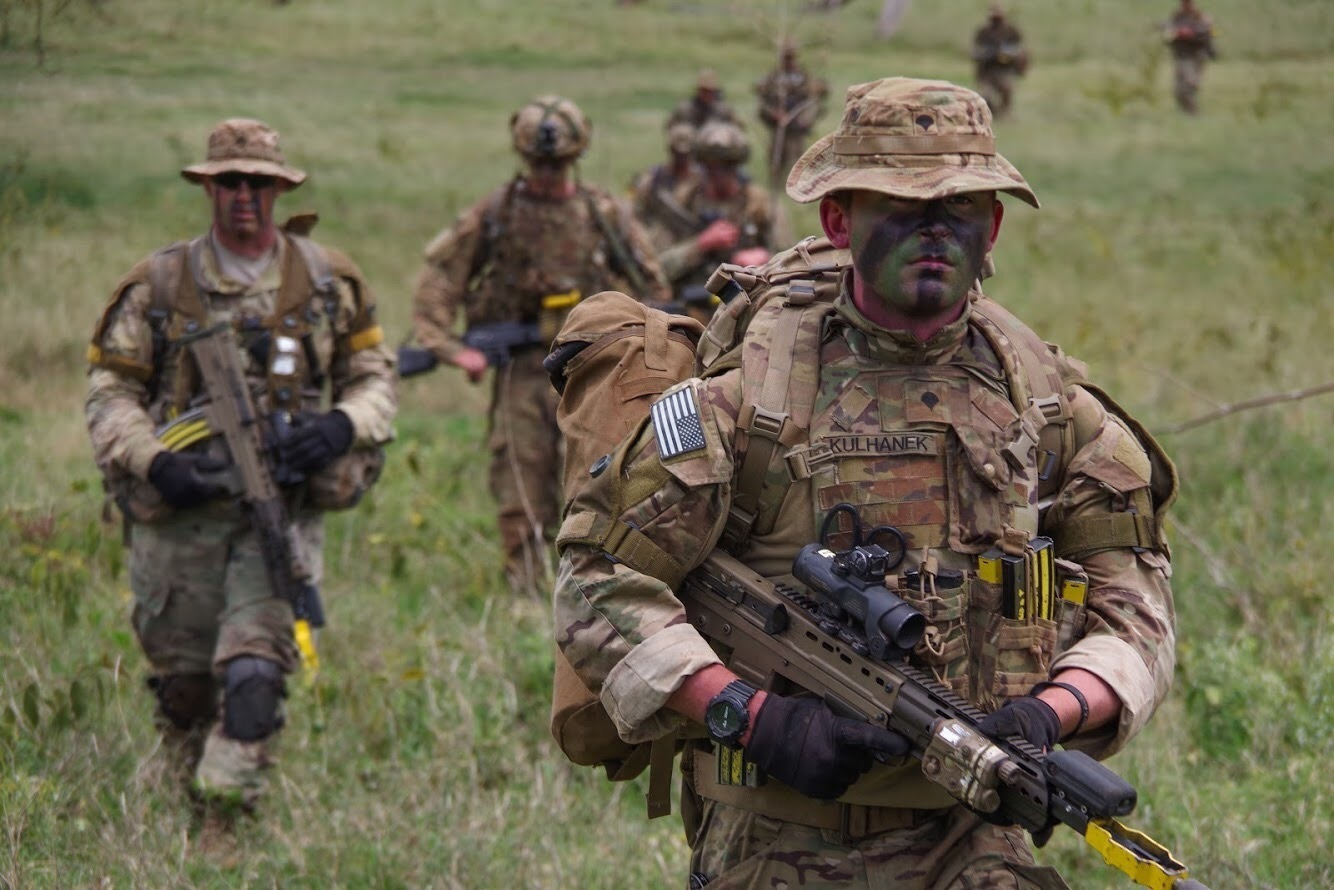
在肯尼亞與英國陸軍聯合訓練期間使用L85A3的美國陸軍士兵

- 阿富汗[5]
  - 阿富汗國民軍突擊隊（L85A2）
  - 阿富汗國家安全局（L85A2）
- 百慕大
  - 皇家百慕達軍團（英语：Royal Bermuda Regiment）
- 玻利维亚
  - 特警單位
  - 玻利維亞陸軍（英语：Bolivian Army）
- - 波黑武裝部隊（英语：Armed Forces of Bosnia and Herzegovina）
- 加拿大
  - 加拿大軍隊（已從前線部隊撤裝，只用作射擊訓練）
- 福克蘭群島
  - 福克蘭群島國防軍（英语：Falkland Islands Defence Force）（採用L85A2取代斯泰爾AUG）
- 直布罗陀
- 英屬香港：採用型號為L85A1及L86A1 LSW。
  - 駐港英軍（香港主權移交後隨部隊離開香港）
  - 皇家香港軍團（香港主權移交後退役）[6]
  - 香港軍事服務團（香港主權移交後退役）
  - 香港青少年制服團體（儀仗用途）
- 伊拉克[7]
- 牙买加
  - 牙買加國防軍（自1992年起裝備L85A1）[8][9]
- 莫桑比克
  - 莫三比克國防武裝部隊（英语：Mozambique Defence Armed Forces）（100枝由英國捐贈的L85A1，被各種AK步槍所取代）
- 尼泊尔
  - 尼泊爾武裝部隊（英语：Nepalese Armed Forces）
- - 巴布亞紐幾內亞國防軍
- 羅馬尼亞
  - 羅馬尼亞海軍（英语：Romanian Naval Forces）[10]
- - 獅子山共和國武裝部隊（英语：Republic of Sierra Leone Armed Forces）特種部隊（L85A1）
- 英国
  - 英國武裝部隊（SA80槍族）[11][12]
  - 英國國防部警察（英语：Ministry of Defence Police）
- 委內瑞拉
  - 委內瑞拉玻利瓦國家軍特種部隊[13]
- 辛巴威

## 流行文化

### 電視劇
- 2002年—《極限權利系列》：型號為L85A1，裝上SUSAT光學瞄準鏡，由英國國防部警察所持有，也由特種空勤團的隊員用作儀仗槍。
- 《系列》：由系列中登場的常規英軍士兵所持有。

### 電影
- 2007年—：型號為L85A1，裝上了Aimpoint M68紅點鏡，由契斯（林登·阿什比飾演）所使用。
- 2016年—：型號為L85A2，裝上刺刀並以黑色瞄準鏡套遮蓋著SUSAT光學瞄準鏡，由數名假扮成英國女王衞兵的恐怖份子用以射殺觀眾和德國總理，這些恐怖份子亦隨即被真正的女王衞兵以同一槍型擊斃。

### 電子遊戲
- 2005年—《2》：型號為L85A1（裝上SUSAT光學瞄準鏡）和L85A2（裝上HK AG36榴彈發射器），前者為醫療兵解鎖武器，後者則由歐盟陣營突擊兵所使用。
- 2005年—《真實計劃》：型號為L85A2、L22A2和L86A2，均為英軍陣營武器。
- 2007年—：型號為L85A2，命名為「L85A2」，为反恐部隊專用武器，奇怪地擁有三發點放模式，而且在第一人稱視角的武器模組採用鏡像佈局（右手持槍時拉機柄及拋殼口在左邊[14]）。
- 2007年—《穿越火线》：型号为L86A2，命名为“L86 LSW”，归类为机枪，以30发弹匣供彈，无军衔限制，花费15000GP即可购买并永久使用，拥有多种改型。
- 2007年—：型號為L85A1，命名為「IL 86」，可裝上SUSAT光學瞄準鏡，整槍可靠性不佳，奇怪地没有無彈後定，而且在第一人稱視角的武器模組採用鏡像佈局（拉機柄及拋殼口在左邊[14]）。
- 2008年—《戰地之王》：遊戲中型號為L85A2，以歐元購買供應，優秀的準確度和低後座力為優點，但是射速不佳，不過蹲姿射擊時穩定是MK.2系列中數一數二的。
- 2009年—及重製版：型號為L86A1 LSW，命名為“L86 LSW”，歸類為輕機槍，預設透過皮卡汀尼導軌裝上缺口式機械瞄具，以中國製的100發彈鼓供彈，奇怪地没有無彈後定，而且重新裝填時玩家角色會以右手移除彈鼓[15]。重製版中取消了在未打空子彈前重新裝填的多餘上膛動作。在戰役模式中由部份141特遣隊成員所使用，亦可在馬卡洛夫的安全屋內發現。多人模式於等級1解鎖，並可使用前握把、紅點鏡、全息瞄準鏡、消音器、心跳探測儀、ACOG光學瞄準鏡（實際上是SUSAT光學瞄準鏡）、熱能探測式瞄具、全金屬披甲彈（英语：Full metal jacket bullet）及延長彈匣（增至200發）。
- 2010年—《殺戮空間》：型號為L22A1，命名為“Bullpup”，裝上EOTECH全息瞄準鏡，為突擊隊武器。奇怪地在空倉重新裝填後玩家角色不會為槍械上膛。
- 2011年—：型號為L86A1 LSW，命名為“L86 LSW”，歸類為輕機槍，以中國製的100發彈鼓供彈，奇怪地没有空倉掛機，而且重新裝填時玩家角色會以右手移除彈鼓[15]。在戰役模式時可在一些關卡中發現，而在特種作戰模式中由美國陸軍三角洲特種部隊所使用。多人模式於等級4解鎖，在生存模式則於等級41解鎖。可使用前握把、紅點鏡、全息瞄準鏡、消音器、心跳探測儀、ACOG光學瞄準鏡（單人模式時為SUSAT光學瞄準鏡）、熱能探測式瞄具、提高射速及延長彈匣（增至200發）。
- 2011年—《3》：型號為為L85A2及L86A2：
  - L85A2為追加下载内容武器之一，可由突擊兵所使用。解鎖條件為：在解鎖FAMAS後，用任意一種突擊步槍擊殺達100人次，再用M320榴彈發射器擊殺20人次，並在小隊死鬥模式（Squad-Death Match）中獲得5局勝利。
  - L86A2為支援兵解鎖武器，預設載彈量為45+1發。
  - 奇怪地使用上述兩種武器在打空彈匣後雖没有空倉掛機，但在空倉重新裝填時玩家角色仍然會拍擊槍栓釋放鈕。
- 2012年—《殭屍U》：為L85A2，從生存秀中逃出來後可獲得。
- 2012年—《战争前线》：型号为L85A2，命名为“恩菲尔德L85A2 Custom”，配備卡其色握把，托腮板与肩垫并更換了由丹尼爾防務公司生產的戰術導軌，使用30发STANAG弹匣供彈。为步枪手专用武器，只能通过抽奖获得，并可以改装枪口配件（通用消音器、突击消音器、突击制退器、突击刺刀）、战术导轨配件（通用握把、突击握把、突击握把架、枪挂型榴弹发射器）以及瞄准镜（EOTECH 553全息瞄准镜、绿点全息瞄准镜、ELCAN SpecterDS瞄准镜、红点瞄准镜、步枪高级瞄准镜、Trijicon ACOG瞄准镜），拥有黄金版本，强化载弹量与射程。
- 2013年—《4》：型號為L85A2及L86A2：
  - L85A2命名為「L85A2」，更換了由丹尼爾防務公司生產的戰術導軌，載彈量30+1發，為資料片「中國崛起」新增武器，能夠由突擊兵所使用。
  - L86A2名為「L86A2」，載彈量30+1發，為「武器箱」新增武器，能夠由支援兵所使用。
- 2014年—《2》：型號為L85A2，於2014年12月16日發售的下載內容「Clover Character Pack」中推出，名稱為「Queen's Wrath」，可進行改造與加裝配備。
- 2015年—：型號為L85A2，命名為「L85A2」，歸類為突擊步槍，配備戰術導軌護木，載彈量30+1發，預設裝上ACOG光學瞄準鏡，自資料片「劫案」更新後成為免費武器，能夠由執法機關和罪犯兩方操作者（Operator）所使用。奇怪地没有空倉掛機，而且重新裝填時玩家角色會以右手移除彈匣[15]。可加裝各種瞄準鏡（反射、眼鏡蛇、全息瞄準鏡（放大1倍）、PKA-S（放大1倍）、Micro T1、SRS 02、Comp M4S、M145（放大3.4倍）、PO（放大3.5倍） 、ACOG（放大4倍）、PSO-1（放大4倍）、IRNV（放大1倍）、FLIR（放大2倍））、附加配件（傾斜式紅點鏡、延長彈匣（增至35+1發）、電筒、戰術燈、激光瞄準器、穿甲曳光彈）、槍口零件（制退器、補償器、重槍管、抑制器、消焰器）及握把（垂直握把、粗短握把、直角握把）。
- 2015年—：型號為L85A2，命名為「L85A2」。由英國陸軍特種空勤團幹員及“白面具”恐怖份子所使用。
- 2015年—《戰術小隊》：登場型號為L85A2、L22A2和L86A2，由英國陸軍所使用。
- 2016年—《少女前線》：兩星戰術人形，命名為“L85A1”。
- 2016年—《殺戮空間2》：型號為L85A2，裝上EOTECH 553全息瞄準鏡並以30發Magpul EMAG彈匣供彈。
- 2016年—《湯姆克蘭西：全境封鎖》：命名為“L86 A2”，30發彈匣。
- 2018年—《叛亂：沙漠風暴》：登場型號為L85A2，安全部隊專屬武器。
- 2019年—：型號為L86A1（預設），命名為“SA87”，歸類為輕機槍。在戰役模式中可在部份關卡中發現。多人模式時為解鎖武器，並可進行定製改裝。
- 2021年—《絕地求生：未來之役》：型號為L85A3，歸類為無托突擊步槍。[16]
- 2021年—《蔚藍檔案》：
  - 型號為L85A1，朝顏花繪的固有武器「Happy Smiley」原型。
  - 型號為L85A2，阿慈谷日步美的固有武器「My Necessity」及浦和花子的固有武器「Honest Wish」原型。
  - 型號為L85A3，鷲見芹奈的固有武器「Tactical Therapy」原型。
- 2024年—《決勝時刻：黑色行動6》：型號為L85A1，命名為“GPR 91”。

### 動畫
- 2012年—《槍械少女》：槍枝擬人動畫，L85A1為其角色之一。

## 資料來源
1. ↑  . ted.europa.eu.   [2019-12-03]. （原始内容存档于2019-12-03）.
2. ↑  . www.heckler-koch.com.   [2019-12-03]. （原始内容存档于2019-12-03）.
3. ↑  . The Firearm Blog. 2017-09-20  [2019-12-03]. （原始内容存档于2019-12-03） （美国英语）.
4. ↑  . The Firearm Blog. 2013-06-09  [2019-12-03]. （原始内容存档于2019-12-03） （美国英语）.
5. ↑  .   [2020-11-28]. （原始内容存档于2021-09-14）.
6. ↑  . The Royal Hong Kong Regiment (The Volunteers) Association.   [2021-06-16]. （原始内容存档于2021-06-16）.
7. ↑  .   [2015-10-21]. （原始内容存档于2015-12-08）.
8. ↑  Daniel Watters. "The 5.56 X 45毫米：1990-1994". .   [2009-03-25]. （原始内容存档于2010-01-04）.. Retrieved 2009-06-15.
9. ↑  .   [2009-10-25]. （原始内容存档于2012-03-25）.
10. ↑  .   [2013-09-07]. （原始内容存档于2016-03-04）.
11. ↑  . Army.mod.uk.   [2009-04-22]. （原始内容存档于2008-08-28）.
12. ↑  . Army.mod.uk.   [2009-04-22]. （原始内容存档于2009-01-25）.
13. ↑  .   [2016-04-02]. （原始内容存档于2016-08-04）.
14. 1 2  若在現實中以這種持槍方式使用L85，射手會被排出槍外的熾熱彈殼所灼傷，更會被覆進的拉機柄撞傷臉部
15. 1 2 3  真槍的彈匣釋放鈕設定在左邊，射手理論上是不可能直接在不按下它的情況下移除供彈具
16. ↑  Inc, KRAFTON. . newstate.pubg.com.   [2021-12-07]. （原始内容存档于2022-05-01） （中文（臺灣））.

## 外部連結
- （英文）—Army.mod.uk SA80
- （英文）—Off Target（页面存档备份，存于） - The Guardian, 10 October 2002. History of the SA80.
- （英文）—SA80: Mistake or Maligned?
- （英文）—Modern Firearms - Enfield L85 (SA80) assault rifle
- （英文）—Armed Forces - SA80 Text and Images
- （英文）—World Guns （页面存档备份，存于） - with regards to range and effective maximum range
- （中文）—D Boy Gun World（槍炮世界）—SA80枪族 （页面存档备份，存于）
- （英文）—英国《简氏弹药手册》的编者之一Anthony G Williams的文章